# 布兰科·武基切维奇
布兰科·武基切维奇（1961年12月18日—），塞尔维亚男子篮球运动员。他曾代表南斯拉夫国家队参加1984年夏季奥林匹克运动会篮球比赛，获得一枚铜牌。